# Olympische Sommerspiele 2020/Schießen – Skeet (Frauen)
Der Schießwettbewerb im Skeet der Frauen bei den Olympischen Spielen 2020 in Tokio fand vom 25. bis 26. Juli 2021 in der Asaka Shooting Range statt. Olympiasiegerin wurde die US-Amerikanerin Amber English, die mit 56 Scheiben im Finale einen neuen olympischen Rekord aufstellte.

## Titelträger
| Olympiasiegerin | Diana Bacosi | Rio de Janeiro 2016 |
| Weltmeisterin   | Diana Bacosi | Lonato 2019         |

## Ergebnisse

### Qualifikation
| Rang | Athletin               | Nation             | 1   | 2   | 3   | 4   | 5   | Gesamt | Stechen | Anm.  |
| ---- | ---------------------- | ------------------ | --- | --- | --- | --- | --- | ------ | ------- | ----- |
| 1    | Wei Meng               | China              | 25  | 25  | 25  | 24  | 25  | 124    |         | Q, WR |
| 2    | Diana Bacosi           | Italien            | 25  | 25  | 25  | 24  | 24  | 123    |         | Q     |
| 3    | Amber English          | Vereinigte Staaten | 23  | 25  | 24  | 24  | 25  | 121    |         | Q     |
| 4    | Isarapa Imprasertsuk   | Thailand           | 23  | 24  | 25  | 24  | 24  | 120    | 6       | Q     |
| 5    | Nadine Messerschmidt   | Deutschland        | 24  | 24  | 24  | 24  | 24  | 120    | 5       | Q     |
| 6    | Natalja Winogradowa    | ROC                | 25  | 25  | 24  | 24  | 25  | 120    | 1       | Q     |
| 7    | Andri Eleftheriou      | Zypern             | 24  | 24  | 23  | 23  | 25  | 119    |         |       |
| 8    | Iryna Malowitschko     | Ukraine            | 24  | 24  | 23  | 25  | 23  | 119    |         |       |
| 9    | Lucie Anastassiou      | Frankreich         | 24  | 23  | 25  | 24  | 23  | 119    |         |       |
| 10   | Austen Smith           | Vereinigte Staaten | 23  | 25  | 25  | 23  | 23  | 119    |         |       |
| 11   | Sutiya Jiewchaloemmit  | Thailand           | 23  | 23  | 24  | 23  | 25  | 118    |         |       |
| 12   | Gabriela Rodríguez     | Mexiko             | 23  | 23  | 24  | 24  | 24  | 118    |         |       |
| 13   | Danka Barteková        | Slowakei           | 24  | 22  | 25  | 24  | 23  | 118    |         |       |
| 14   | Barbora Šumová         | Tschechien         | 24  | 24  | 23  | 24  | 23  | 118    |         |       |
| 15   | Silja Batyrschina      | ROC                | 22  | 23  | 23  | 25  | 24  | 117    |         |       |
| 16   | Ibtissam Marirhi       | Marokko            | 22  | 23  | 24  | 25  | 23  | 117    |         |       |
| 17   | Zhang Donglian         | China              | 23  | 24  | 23  | 24  | 22  | 116    |         |       |
| 18   | Melisa Gil             | Argentinien        | 23  | 24  | 23  | 22  | 23  | 115    |         |       |
| 19   | Aleksandra Jarmolińska | Polen              | 22  | 23  | 24  | 21  | 24  | 114    |         |       |
| 20   | Chiara Cainero         | Italien            | 22  | 22  | 23  | 24  | 23  | 114    |         |       |
| 21   | Naoko Ishihara         | Japan              | 24  | 21  | 23  | 23  | 23  | 114    |         |       |
| 22   | Zoya Kravchenko        | Kasachstan         | 24  | 22  | 22  | 24  | 21  | 113    |         |       |
| 23   | Francisca Crovetto     | Chile              | 24  | 21  | 21  | 22  | 24  | 112    |         |       |
| 24   | Maryam Hassani         | Bahrain            | 22  | 22  | 22  | 23  | 23  | 112    |         |       |
| 25   | Laura Coles            | Australien         | 24  | 22  | 22  | 24  | 20  | 112    |         |       |
| 26   | Assem Orynbay          | Kasachstan         | 23  | 22  | 24  | 19  | 23  | 111    |         |       |
| 27   | Chloe Tipple           | Neuseeland         | 22  | 18  | 22  | 23  | 23  | 108    |         |       |
| 28   | Chiara Costa           | Senegal            | 25  | 20  | 22  | 23  | 18  | 108    |         |       |
| 29   | Amber Hill             | Großbritannien     | DNS | DNS | DNS | DNS | DNS | DNS    | DNS     | DNS   |

### Finale
| Rang | Athletin             | Nation             | 1  | 2  | 3  | 4  | 5  | 6  | Anmerkungen |
| ---- | -------------------- | ------------------ | -- | -- | -- | -- | -- | -- | ----------- |
| 1    | Amber English        | Vereinigte Staaten | 10 | 19 | 28 | 38 | 47 | 56 | OR          |
| 2    | Diana Bacosi         | Italien            | 10 | 19 | 29 | 38 | 47 | 55 |             |
| 3    | Wei Meng             | China              | 9  | 17 | 27 | 36 | 46 |    |             |
| 4    | Isarapa Imprasertsuk | Thailand           | 9  | 18 | 27 | 36 |    |    |             |
| 5    | Nadine Messerschmidt | Deutschland        | 9  | 17 | 26 |    |    |    |             |
| 6    | Natalja Winogradowa  | ROC                | 8  | 17 |    |    |    |    |             |